# AKB48 22nd 싱글 선발 총선거
《AKB48 22nd 싱글 선발 총선거》(일본어: AKB48 22ndシングル選抜総選挙 エーケービーフォーティエイト トゥエンティセカンドシングルせんばつそうせんきょ[*])는 AKB48의 22번째 CD 싱글에 참여하는 선발 멤버를 팬들의 투표로 결정하는 이벤트이다. 이 선거의 상위 21위까지의 멤버가 2011년 8월 24일부터 발매될 예정인 22번째 싱글 〈フライングゲット / 플라잉겟〉의 선발 멤버가 되었다.

## 개요
선거의 실시는 2011년 3월 29일 킹레코드 공식사이트 및 AKB48 공식 블로그에서 발표되었다. 당초에는 2011년 3월 25일~27일 요코하마아리나에서 실시예정이였던 콘서트 『타카미나를 따라갑니다(たかみなについて行きます)』에서 발표할 예정이였으나, 동일본대지진영향으로 중지되어서, 이런 형태로 발표하게 되었다.
선거의 실시를 앞두고, 일간 스포츠에서 2011년 4월 18일부터 6월 8일까지 입후보를 소개했다. 그리고 어필코멘트를 AKB48극장에서의 공연 완료 후에 상영 및 「YouTube AKB48오피셜채널」에 게시했다.
투표기간은 2011년 5월 24일 10시(JST)부터 6월 8일 15시(JST)까지였고, 5월 25일에 속보를 도쿄돔시티홀과 AKB48극장에서 발표, 투표이벤트는 6월 9일에 일본무도관에서 실시했다. 원래는 속보와 중간발표를 했었지만, 「대세가 보이면 재미없어」라는 의견을 받아서, 이번에는 중간발표를 미실시하였다.
투표결과는 전회보다 대대적으로 미디어 등에 보도되어, 방송에서 방영된 시간이 1주일 동안 각국 5시간 이상에 이르렀다. 개표 결과 발표 후, 도쿄 도내의 일부에서 호외가 배포됐고 다음날의 일반 신문 사회면에도 기사가 실렸다. 또 개표 이벤트의 모습은 일본 전국의 일부 극장에 생중계됐으며 한국, 홍콩, 대만영화관에서도 생중계됐다.

## 투표 유자격자
- 21st 싱글 〈Everyday, 카츄샤〉(Everyday、カチューシャ)의 통상반, 초회한정반 구매자
- AKB48 공식 팬클럽 '기둥의 모임' 회원
- 다음 그룹 공식 휴대 사이트 회원
  - AKB48 Mobile
  - SKE48 Mobile
  - NMB48 Mobile
- DMM.com「AKB48 LIVE!! ON DEMAND」월간 동영상 서비스 회원

## 후보자
- AKB48 - 총 68명
- SKE48 - 총 57명
- NMB48 - 총 25명

이상 연구생을 포함한 총 150명.

### AKB48
- 팀A(16명)

이와사 미사키, 오오타 아이카, 오오야 시즈카, 카타야마 하루카, 쿠라모치 아스카, 코지마 하루나, 사시하라 리노, 시노다 마리코, 타카죠 아키, 타카하시 미나미, 나카가와 하루카, 나카타 치사토, 나카야 사야카, 마에다 아츠코, 마에다 아미, 마츠바라 나츠미
- 팀K(16명)

아키모토 사야카, 이타노 토모미, 우치다 마유미, 우메다 아야카, 오오시마 유코, 키쿠치 아야카, 타나베 미쿠, 나카츠카 토모미, 니토 모에노, 노나카 미사토, 후지에 레이나, 마츠이 사키코, 미네기시 미나미, 미야자와 사에, 요코야마 유이, 요네자와 루미
- 팀B(15명)

이시다 하루카, 카사이 토모미, 카시와기 유키, 키타하라 리에, 코바야시 카나, 코모리 미카, 사토 아미나, 사토 스미레, 사토 나츠키, 스즈키 마리야, 치카노 리나, 히라지마 나츠미, 마스다 유카, 미야자키 미호, 와타나베 마유
- 연구생(21명)

오오바 미나, 시마자키 하루카, 시마다 하루카, 타케우치 미유, 나가오 마리야, 나카무라 마리코, 모리 안나, 야마우치 스즈란, 아베 마리아, 이즈타 리나, 이치카와 미오리, 이리야마 안나, 카토 레나, 코바야시 마리나, 나카마타 시오리, 후지타 나나, 카와에이 리나, 코지마 나츠키, 스즈키 시호리, 나토리 시이나, 모리카와 아야카

### SKE48
- 팀S(16명)

오오야 마사나, 오노 하루카, 카토 루미, 키자키 유리아, 키노시타 유키코, 쿠와바라 미츠키, 스다 아카리, 타카다 시오리, 데구치 아키, 나카니시 유카, 히라타 리카코, 히라마츠 카나코, 마츠이 쥬리나, 마츠이 레나, 마츠시타 유이, 야가미 쿠미
- 팀KII(16명)

아카에다 리리나, 아비루 리호, 이시다 안나, 오기소 시오리, 카토 토모코, 고토 리사코, 사토 세이라, 사토 미에코, 타카야나기 아카네, 하타 사와코, 후루카와 아이리. 마츠모토 리나, 무카이다 마나츠, 야카타 미키, 야마다 레이카, 와카바야시 토모카
- 팀E(16명)

이소하라 쿄카, 우에노 카스미, 우메모토 마도카, 카네코 시오리, 키모토 카논, 코바야시 아미, 사카이 메이, 시바타 아야, 타카키 유미나, 타케우치 마이, 츠즈키 리카, 나카무라 유카, 하라 미나미, 마노 하루카, 야마시타 유카리, 야마다 에리카
- 연구생(9명)

이구치 시오리, 이누즈카 아사나, 이마데 마이, 우치야마 미코토, 키토 모모나, 코바야시 에미리, 사이토 마키코, 마츠무라 카오리, 미즈노 호노카

### NMB48
- 팀N(16명)

오가사와라 마유, 카도와키 카나코, 키시노 리카, 키노시타 하루카, 코타니 리호, 콘도 리나, 시노하라 칸나, 죠니시 케이, 시로마 미루, 후쿠모토 아이나, 마츠다 시오리, 모리 아야카, 야마다 나나, 야마모토 사야카, 요시다 아카리, 와타나베 미유키
- 연구생(9명)

오타 리오나, 오키타 아야카, 카와카미 레나, 키노시타 모모카, 코야나기 아리사, 하라 미즈키, 히카와 아야메, 야마기시 나츠미, 야마구치 유우키

## 당선 순위
전과 동일하게 상위 21명이 선발멤버로 뽑혀서 22nd 싱글 A면을 부르게 된다. 선발멤버 중 상위 12명은 특별히「미디어선발」이라고 불리며 방송 등, 미디어에서 신곡프로모션에 우선적으로 참여하게 된다.
22-40위에 당선된 멤버는 「언더걸즈」라고 불리며, 커플링곡을 담당한다.

## 결과
| 순위                                  | 이름              | 소속  | 득표수   | 속보    | 속보 | 제2회 순위 | 제1회 순위 |
| 순위                                  | 이름              | 소속  | 득표수   | 득표    | 순위 | 제2회 순위 | 제1회 순위 |
| ------------------------------------- | ----------------- | ----- | -------- | ------- | ---- | ---------- | ---------- |
| 1위                                   | 마에다 아츠코     | 팀A   | 139892표 | 16452표 | 2위  | 2위        | 1위        |
| 2위                                   | 오오시마 유코     | 팀K   | 122843표 | 17156표 | 1위  | 1위        | 2위        |
| 3위                                   | 카시와기 유키     | 팀B   | 74252표  | 12056표 | 3위  | 8위        | 9위        |
| 4위                                   | 시노다 마리코     | 팀A   | 60539표  | 8016표  | 6위  | 3위        | 3위        |
| 5위                                   | 와타나베 마유     | 팀B   | 59118표  | 8582표  | 5위  | 5위        | 4위        |
| 6위                                   | 코지마 하루나     | 팀A   | 52920표  | 6534표  | 10위 | 7위        | 6위        |
| 7위                                   | 타카하시 미나미   | 팀A   | 52790표  | 8833표  | 4위  | 6위        | 5위        |
| 8위                                   | 이타노 토모미     | 팀K   | 50403표  | 6596표  | 8위  | 4위        | 7위        |
| 9위                                   | 사시하라 리노     | 팀A   | 45227표  | 7357표  | 7위  | 19위       | 27위       |
| 10위                                  | 마츠이 레나       | 팀S   | 36929표  | 6559표  | 9위  | 11위       | 29위       |
| 11위                                  | 미야자와 사에     | 팀K   | 33500표  | 5157표  | 11위 | 9위        | 14위       |
| 12위                                  | 타카죠 아키       | 팀A   | 31009표  | 5096표  | 12위 | 13위       | 23위       |
| 이상 12명은 미디어선발                |                   |       |          |         |      |            |            |
| 13위                                  | 키타하라 리에     | 팀B   | 27957표  | 3860표  | 14위 | 16위       | 13위       |
| 14위                                  | 마츠이 쥬리나     | 팀S   | 27804표  | 2843표  | 16위 | 10위       | 19위       |
| 15위                                  | 미네기시 미나미   | 팀K   | 26070표  | 3931표  | 13위 | 14위       | 16위       |
| 16위                                  | 카사이 토모미     | 팀B   | 22857표  | 3102표  | 15위 | 12위       | 10위       |
| 17위                                  | 아키모토 사야카   | 팀K   | 17154표  | 1502표  | 23위 | 17위       | 12위       |
| 18위                                  | 사토 아미나       | 팀B   | 16574표  | 2684표  | 18위 | 18위       | 8위        |
| 19위                                  | 요코야마 유이     | 팀K   | 16455표  | 2753표  | 17위 | 권외       | -          |
| 20위                                  | 마스다 유카       | 팀B   | 14137표  | 2201표  | 19위 | 25위       | 25위       |
| 21위                                  | 쿠라모치 아스카   | 팀A   | 12387표  | 1793표  | 20위 | 23위       | 21위       |
| 이상 21명은 선발 이하 19명은 언더걸즈 |                   |       |          |         |      |            |            |
| 22위                                  | 우메다 아야카     | 팀K   | 11860표  | 1441표  | 26위 | 32위       | 권외       |
| 23위                                  | 타카야나기 아카네 | 팀KII | 11674표  | 1761표  | 21위 | 35위       | 권외       |
| 24위                                  | 나카가와 하루카   | 팀A   | 10854표  | 1571표  | 22위 | 20위       | 권외       |
| 25위                                  | 오오타 아이카     | 팀A   | 9910표   | 1129표  | 29위 | 22위       | 20위       |
| 26위                                  | 히라지마 나츠미   | 팀B   | 9742표   | 1484표  | 24위 | 26위       | 26위       |
| 27위                                  | 미야자키 미호     | 팀B   | 9271표   | 1378표  | 27위 | 21위       | 18위       |
| 28위                                  | 야마모토 사야카   | 팀N   | 8697표   | 1444표  | 25위 | -          | -          |
| 29위                                  | 오오야 시즈카     | 팀A   | 7264표   | 904표   | 32위 | 권외       | 권외       |
| 30위                                  | 오오야 마사나     | 팀S   | 6660표   | 885표   | 33위 | 24위       | 권외       |
| 31위                                  | 니토 모에노       | 팀K   | 6288표   | 권외    | 권외 | 29위       | 권외       |
| 32위                                  | 코모리 미카       | 팀B   | 6120표   | 792표   | 38위 | 30위       | 권외       |
| 33위                                  | 하타 사와코       | 팀KII | 6117표   | 1118표  | 30위 | 권외       | -          |
| 34위                                  | 사토 스미레       | 팀B   | 5438표   | 852표   | 35위 | 31위       | 권외       |
| 35위                                  | 오오바 미나       | 팀4   | 5411표   | 811표   | 37위 | 권외       | -          |
| 36위                                  | 스다 아카리       | 팀S   | 5343표   | 1139표  | 28위 | 권외       | -          |
| 37위                                  | 마에다 아미       | 팀A   | 5220표   | 권외    | 권외 | 권외       | 권외       |
| 38위                                  | 마츠이 사키코     | 팀K   | 5020표   | 814표   | 36위 | 권외       | 권외       |
| 39위                                  | 이치카와 미오리   | 팀4   | 4928표   | 권외    | 권외 | -          | -          |
| 40위                                  | 후지에 레이나     | 팀K   | 4698표   | 778표   | 40위 | 33위       | 권외       |

- 총 투표 수는 전 회보다 약 38만표에서 3배 증가한 116만 6145표로 「Everyday、카츄사」통상반에 들어있던 투표권이 77만 9090표, 공식팬클럽 및 핸드폰사이트회원표가 38만 7055표. (1위-40위까지의 총 득표수는 108만 1332표. CD판매 수에 대한 투표비율은 약 절반.)
- 개표 이벤트의 진행은 도쿠미츠 카즈오와 키사 아야코가 담당했다. 해설은 야마사토 료타와 테리 이토.
- 개표 속보는 『 역시!하이 스쿨 』(일본 텔레비전)에서 수시로 방송됐다. 개표 결과에 대해서는 당일 밤 『 아리요시AKB공화국 』(TBS)에서 생방송으로 방송됐으며 토쿠미츠, 야마자토, 코지마, 사시하라, 아리요시 히로이키, 츠치다 아카라지가 출연했다.

### 속보에서는 40위 이내였으나 최종 결과가 권외에 속한 멤버
- 키자키 유리아(팀S) - 속보 31위(1053표)
- 와타나베 미유키(팀N) - 속보 34위(854표)
- 야가미 쿠미(팀S) - 속보 39위(779표)